# Yokoten
Yokoten é um termo japonês (criado através da junção dos vocábulos "Yoko" (横) = horizontal, lateral + "tenkai" (展開) = desenvolver) que significa o ato de “compartilhar informação”. Ou seja, é um princípio de padronização do compartilhamento horizontal de melhores práticas e aprendizado. O objetivo desta aprendizagem dinâmica é teorizar a capacidade de inovar e desenvolver as ferramentas necessárias para aumentar a capacidade de aprendizagem de indivíduos e empresas.
Pode-se citar como exemplo o case de uma empresa multinacional. Um de seus escritórios desenvolveu um novo método para economizar a tinta da impressora. Assim, Yokoten seria a prática de imediatamente compartilhar esse novo processo ou método com todas as unidades da organização.

## Aprendizagem coletiva
Dois autores japoneses mostraram que o aprendizado é um processo circular. Para eles, o aprendizado pode ser ensinado através de treinamento, benchmark. Mas esse aprendizado, para ser efetivo, deve ser internalizado, ou seja, enriquecido, reconstituído e traduzido para se adequar à cultura da pessoa e da empresa.